# 季米里亚泽夫环形山
季米里亚泽夫环形山（Timiryazev）是月球背面赤道区一座古老的大撞击坑，约形成于雨海纪期，其名称取自俄罗斯科学家克利门特·阿尔卡季耶维奇·季米里亚泽夫（Kliment Arkadyevich Timiryazev，1843年–1920年），1970年被国际天文联合会正式批准接受。

## 描述

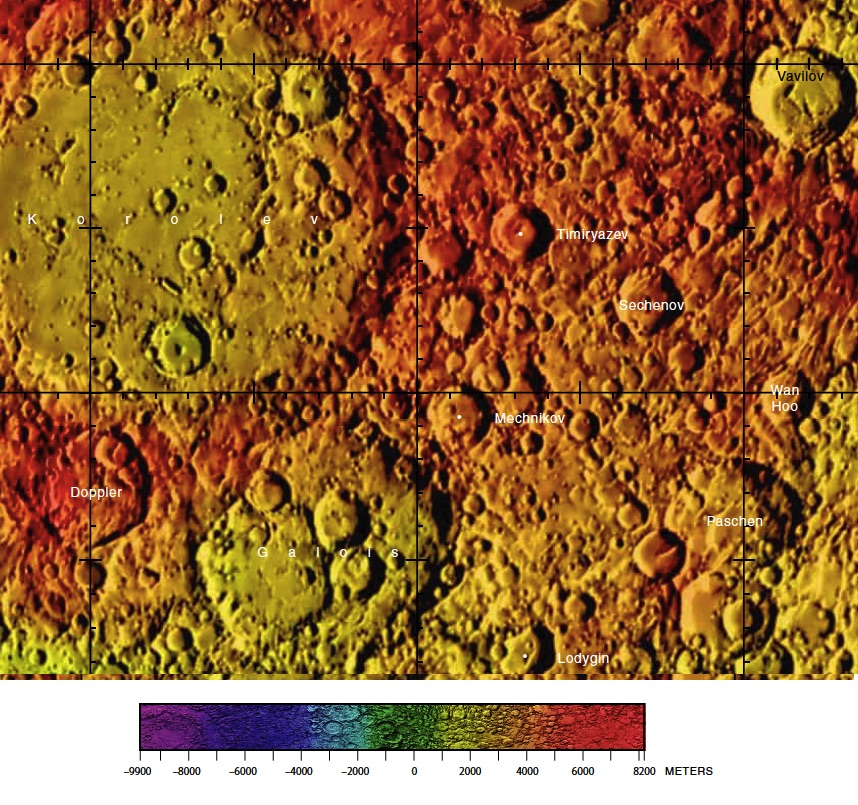
季米里亚泽夫环形山周边，月球背面拼接图。

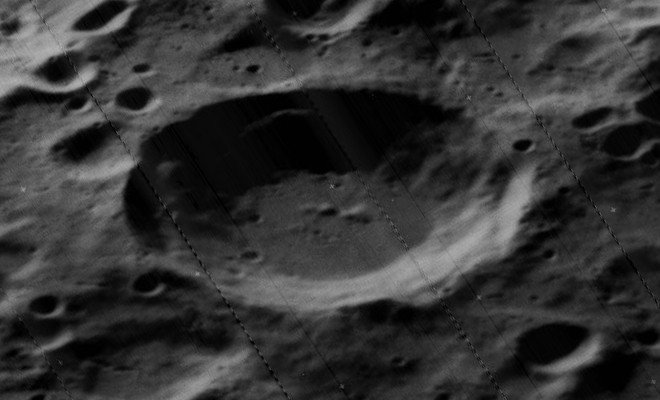
月球轨道器5号拍摄的环形山斜视图

该陨坑西邻巨大的科罗廖夫环形山、北靠基巴利契奇环形山，瓦维洛夫环形山和赫茨普龙环形山位于它的东北偏北方、东南和南面分别坐落着谢切诺夫环形山和梅契尼科夫环形山。
该环形山中心月面坐标为5°05′S 147°09′W / 5.09°S 147.15°W，直径52.2公里，
深度2.4公里。
季米里亚泽夫环形山外观接近圆形且磨损度中等，坑壁因撞击而趋平缓，靠近南北边缘二端均显示有一座极小的月坑，西南侧则附靠着一座较小的无名坑；内侧坡残存有已夷平的阶地结构，其中东侧内壁坡上坐落着数座撞击坑。西北侧内壁坡上有一群被高反照率岩石环绕的小陨坑。坑壁平均高出周边地形1150米，坑内容积2300立方千米。碗状的坑底较为平坦，表面积仅为陨坑直径的一半，中心点偏北坐落着数座小山丘。

## 卫星陨石坑
按惯例，最靠近季米里亚泽夫环形山的卫星坑在月图上以字母标注在该坑中心点的旁边。
| 季米里亚泽夫 | 纬度   | 经度     | 直径    |
| ------------ | ------ | -------- | ------- |
| B            | 2.3° S | 145.7° W | 23 公里 |
| L            | 8.2° S | 146.4° W | 18 公里 |
| P            | 7.9° S | 148.0° W | 21 公里 |
| S            | 6.0° S | 149.4° W | 53 公里 |
| W            | 3.0° S | 150.0° W | 32 公里 |

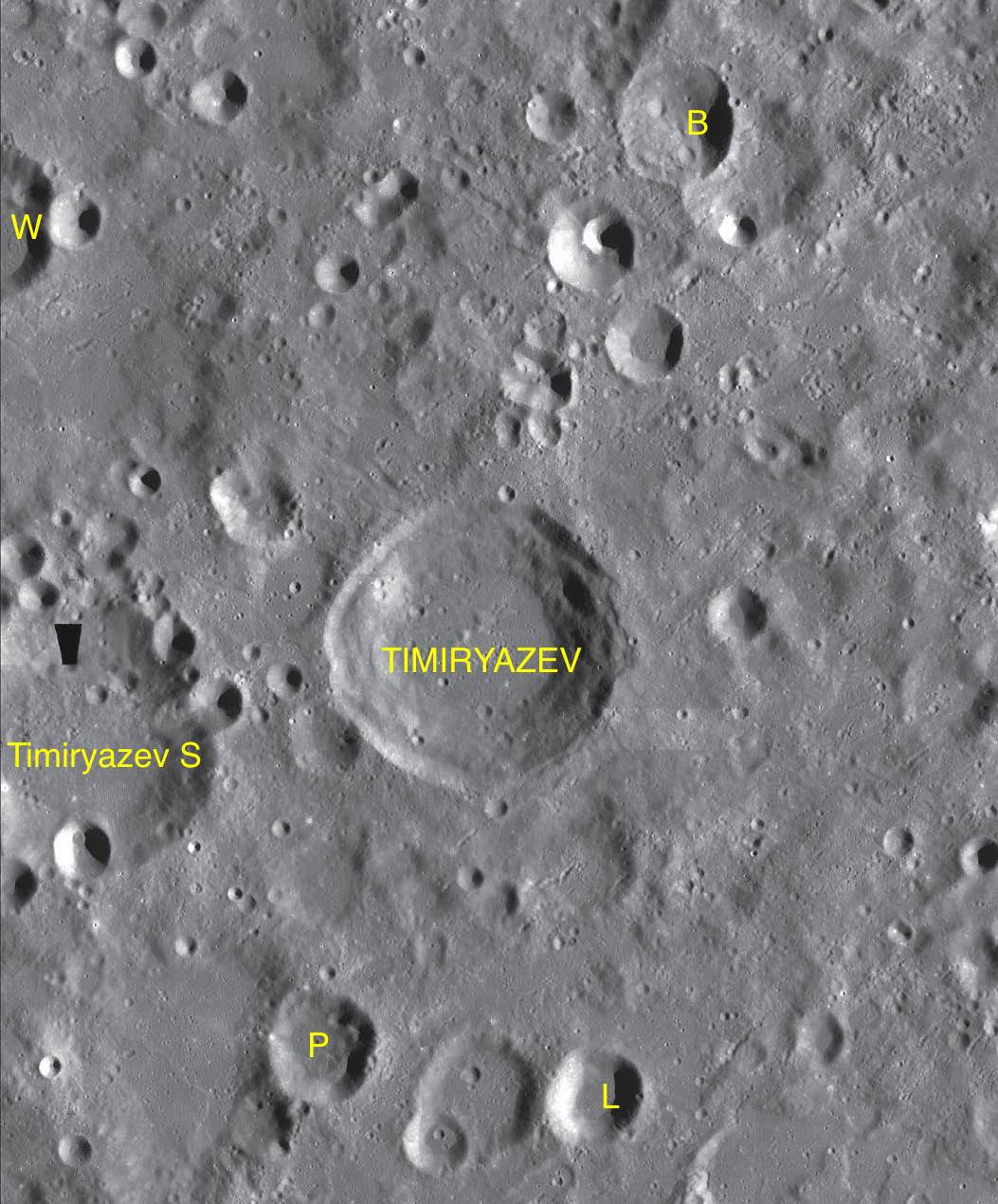
LAC-88 月图

- 卫星坑季米里亚泽夫 S和季米里亚泽夫 W约形成于酒海纪。